# Мануов законик
Мануов законик или Ману-смрти (санскрит मनसमति, манусмрти последњи), такође познат као и Ману Самхита, Манава дармашастра (санскрит मानवधरमशासतर), је сачувани манускрипт древне индијске књижевности, збирка индијских религиозних закона у обављању јавних, верских и моралних дужности, који се по индијској традицији приписује првом људском претку - Ману.
Према хиндуистичком учењу, Ману је први човек и митски законодавац, први од 14 Мануа, Свајам бхува (свајам – себе, бхува – бити, тј. самобитни), син Свајамбхуа („самосуштинског“ Брахме). Са својих 10 синова Прађапатија (Махаришија) изродио је људски род и дао је људима законик - Манава дармашастра. Иза њега долази шест Мануа са вишом душом и велике моћи.

## Време записа
Датирање списа је важно за науку, јер је „Ману-смрти“ написан у време када је утицај Брамана био знчајан због претње неведских покрете, након пада Мауријског царства и настанка социјалне нестабилности. Тако су „Ману-смрти“ и други списи тог доба настали као Браманска реакција на ове претње.
У науци, преовладава мишљење да је Мануов законик формиран у периоду од 2. века п. н. е. до 2. века. У овом случају, нису сви материјали садржанi у књизи из тог периода. Неки списи су највероватније из ранијих периода.

## Студија и критика
Ману је важан социолошки, политички и историјски споменик древне индијске књижевности. Он је такође предмет критика од стране многих модерних истраживача. Већи део критика односи се на непознати ниво утицаја „Ману-смрти“ на индијско друштво тог времена.
Постоје докази да је „Ману-смрти“ имала снажан утицај на друштво свога времена. На пример, „Бхагавад Гита“ је у супротности са многим одредбама „Ману-смрти“, укључујући и поделу на касте људи од рођења. У Северној и Јужној Индији преовлађујуће религје су биле Вишнаизам и Шавизам, док Ману није постао преовлађујући.
У средњем веку су Мануов законик је више пута копиран и коментарисан од стране индијских аутора, што указује на значај који је имао у том добу. Аутори ових коментара живели у време које се разликује од времена писања законика, па се ставови у тумачењу појединих стихова код разних индијских аутора разилазе.
Први превод Мануовог законима на енглески језик је објављен 1794. од стране Сер Вилијама Џонса.
Након Вилијама Џонса Мануов законик је више пута превођен на европским језицима и језицима Индије.

## Структура текста
"Ману-смрти“ је написан на санскриту, садржи 2684 стихова, који су подељени у 12 поглавља:
- Прво поглавље описује концепт о пореклу универзума и поделу на касте људског друштва;
- Друго поглавље описују правила живота у периоду образовања;
- Треће и четврто поглавље описују правила породичног живота;
- Пето поглавље - верске норме;
- Шетсо поглавље - правила живота монаха;
- Седмо поглавље - права и дужности краља и владе;
- Осмо поглавље - упутства за судску и правну праксу;
- Девето и десето поглавље говори о породичним везама, казнама за разне преступе, одговорности чланова друштва;
- Једанаесто поглавље даје савете за покајање за опроштење грехова;
- Дванаесто поглавље - опис постхумне награде за добра и лоша дела у овом животу.

## Правила Мануовог законика
Мануов законик идентификује четири касте: Брамани, Кшатри, Вишљи и Судри. Према овом закону Вишљи треба да се баве трговином, зеленаштвом, сточарством и пољопривредом, а Судри да служе другим кастама као „двапут рођенима“.
Краљ је имао право да убира порезе, али је требало да буде умерен у својим дужностима. Такође, њему је поверена судка власт правде, уз помоћ искусних Брамана. Он је заштитник свих младих, болесних и удовица.
За свако село краљ именује управитеља.
Законик је прописивао застарелост код коришћења и поседовања неке ствари, што је довело до трансформације власништва над имовином. Овај период је био 10 година. Било је седам легитимни начина стицања својине: наслеђивањем, пријемом као поклон, куповином, освајањем, зајмодавством, извршењем посла и примањем милостиње. Прве три методе биле су доступне свим кастама, четврти - само за Кшатре, пети и шести - за Вишље, седми је била привилегија Брамана.
Неважећи трансакције су оне које су почињене незаконитим радњема или насиљем, у пијанству или лудилу, или особа у стању љутње, туге или роб, старац, дете.
Бракови између различитих касти нису препоручени, али су могући, ако муж припада вишој касти него жена. Међутим, њихова деца нису равноправна у својим правима на наслеђивање.
Жена је по законику морала да цео свој живот буде под заштитом једног мушкарца. Његова главна улога је нила рађање и васпитање деце, поготову синова.. Правни отац детета је мајчин муж, без обзира са ким је стварно зачела. Продаја супруге и деце се сматра могућим али и грехом. Ипак и продата супруга била је у власти њеног мужа. Ако жена не родила децу, муж може да узме нову жену после 8 година, ако роди само мртворођено дете - после 10 година, ако роди само девојчице - 11 година. У случају преступа супруге супруг може узети другу одмах.
Удовице које су изгубиле мужеве, нису могле да ступе у нови брак, али ако су биле бездетне, на захтев родбине морале су родити дете његовом брату или другом припаднике фамилије.
Велики грех је према „Ману Смрти": убити брамана, пијанство, крађа, прељуба са женом једног гуруа (учитеља), и заједница са таквом грешником. Казна за ове преступе су одузимање целокупне имовине и протеривање из земље.
Изузима се од казне убица ако је убио бранећи жртвене дарове, жену или брамана. Као грех се није узимало „убијање убице“.
Казна је зависила од припадности касти прекршиоца. За судре је постојало и телесно кажњавање - одсецање језика, усне, руке, ноге, кастрација.